# Суини, Джозеф
Джозеф Суини (англ. Joseph Sweeney; 26 июля 1884 — 25 ноября 1963) — американский актёр телевидения и кино. Наиболее известен по роли «Номера 9» в фильме «12 разгневанных мужчин».

## Биография
Родился 26 июля 1884 года в Филадельфии, штат Пенсильвания. Помимо 12 разгневанных мужчин, Джозеф Суини известен также по таким проектам, как «Стальной час США» и «Театр Армстронга» (1950) и «Защитники» сериал 1961гг.
У него была успешная карьера артиста в таких постановках, как «Члены клана» , «Джордж Вашингтон спал здесь», «Дамы и господа», «Лёгкое дело об убийстве» , "Дорогой старый Дарлин " и «Дни, которые нужно помнить». В 1940-х годах он переключился на телевидение, поскольку интересы аудитории изменились. Он вернулся на сцену в 1953 году, чтобы сыграть Джайлза Кори в «Горниле» Артура Миллера.
Суини продолжал сниматься до самой смерти, появляясь в многочисленных телешоу.
Умер 25 ноября 1963 года в Нью-Йорке.

## Фильмография

### Телевидение
| Год  | Название                       | Роль                                   | Примечания |
| ---- | ------------------------------ | -------------------------------------- | ---------- |
| 1949 | Уэсли                          | Дедушка Уэсли                          |            |
| 1954 | Двенадцать разгневанных мужчин | Присяжный № 9                          |            |
| 1963 | Вагон54, где ты ?              | Судья / Э. Э. Ван Клив / Джим Макнотон | 4 серии    |

### Фильмы
| Год  | Название                           | Роль                               | Примечания         |
| ---- | ---------------------------------- | ---------------------------------- | ------------------ |
| 1918 | Сильвия на веселье                 | Приятель Джека                     |                    |
| 1936 | Замочите богатых                   | Капитан Петтиджон, первый детектив |                    |
| 1940 | Филадельфийская история            | Батлер                             | в титрах не указан |
| 1950 | За стеной                          | Заключённый тюремной больницы      | в титрах не указан |
| 1956 | Человек в сером фланелевом костюме | Эдвард М. Шульц                    |                    |
| 1956 | Самый быстрый пистолет             | Преподобный                        |                    |
| 1957 | 12 разгневанных мужчин             | Присяжный № 9 / Маккардл           |                    |